# Associazione Sportiva Bisceglie 1990-1991
Questa voce raccoglie le informazioni riguardanti  l'Associazione Sportiva Bisceglie nelle competizioni ufficiali della stagione 1990-1991.

## Rosa
| N. |                   | Ruolo | Calciatore          |
| -- | ----------------- | ----- | ------------------- |
|    | Italia (bandiera) | A     | Paolo Acquaviva     |
|    | Italia (bandiera) | A     | Giorgio Capoccia    |
|    | Italia (bandiera) | A     | Sabatino Cipolletti |
|    | Italia (bandiera) | A     | Michele De Feudis   |
|    | Italia (bandiera) | D     | Daniele Delli Carri |
|    | Italia (bandiera) | D     | Giuseppe Di Bari    |
|    | Italia (bandiera) | D     | Riccardo Di Bari    |
|    | Italia (bandiera) | D     | Domenico Di Corato  |
|    | Italia (bandiera) | C     | Alfredo Fulvi       |
|    | Italia (bandiera) | D     | Vincenzo Lambertini |

| N. |                   | Ruolo | Calciatore            |
| -- | ----------------- | ----- | --------------------- |
|    | Italia (bandiera) | C     | Fedele Limone         |
|    | Italia (bandiera) | D     | Stefano Liquidato     |
|    | Italia (bandiera) | P     | Andrea Mosconi        |
|    | Italia (bandiera) | A     | Marcello Pitino       |
|    | Italia (bandiera) | C     | Giovanni Polimuro     |
|    | Italia (bandiera) | D     | Stefano Renzi         |
|    | Italia (bandiera) | D     | Mauro Salvigni        |
|    | Italia (bandiera) | P     | Salvatore Santarsiero |
|    | Italia (bandiera) | C     | Michele Scaringella   |
|    | Italia (bandiera) | C     | Antonio Toma          |